# WTA Challenger de Anning
O WTA Challenger de Anning – ou Kunming Open, atualmente – é um torneio de tênis profissional feminino, de nível WTA 125K.
Realizado em Anning, na China, estreou em 2018. Os jogos são disputados em quadras de saibro durante o mês de abril.

## Finais

### Simples
| Ano                                                         | Campeã            | Vice-campeã  | Resultado      |
| ----------------------------------------------------------- | ----------------- | ------------ | -------------- |
| Torneio não realizado em 2020 devido à pandemia de COVID-19 |                   |              |                |
| 2019                                                        | Zheng Saisai      | Zhang Shuai  | 6–4, 6–1       |
| 2018                                                        | Irina Khromacheva | Zheng Saisai | 3–6, 6–4, 7–65 |

### Duplas
| Ano                                                         | Campeãs                            | Vice-campeãs             | Resultado |
| ----------------------------------------------------------- | ---------------------------------- | ------------------------ | --------- |
| Torneio não realizado em 2020 devido à pandemia de COVID-19 |                                    |                          |           |
| 2019                                                        | Peng Shuai Yang Zhaoxuan           | Duan Yingying Han Xinyun | 7–5, 6–2  |
| 2018                                                        | Dalila Jakupović Irina Khromacheva | Guo Hanyu Sun Xuliu      | 6–1, 6–1  |